# 卢尔马兰
卢尔马兰（法語：Lourmarin，法語發音：[luʁmaʁɛ̃]）是法国普罗旺斯-阿尔卑斯-蓝色海岸大区沃克吕兹省的一个市镇，属于阿普特区。

## 地理
卢尔马兰（43°45'50"N, 5°21'45"E）面积20.18 平方千米，位于法国普罗旺斯-阿尔卑斯-蓝色海岸大区沃克吕兹省，该省份为法国东南部内陆省份，北起德龙省，西北接阿尔代什省，西接加尔省，南至罗讷河口省，东南角与瓦尔省接壤，东临上普罗旺斯阿尔卑斯省。
与卢尔马兰接壤的市镇（或旧市镇、城区）包括：博尼约、比乌克斯、卡德内、皮韦尔、沃日讷。
卢尔马兰的时区为UTC+01:00、UTC+02:00（夏令时）。

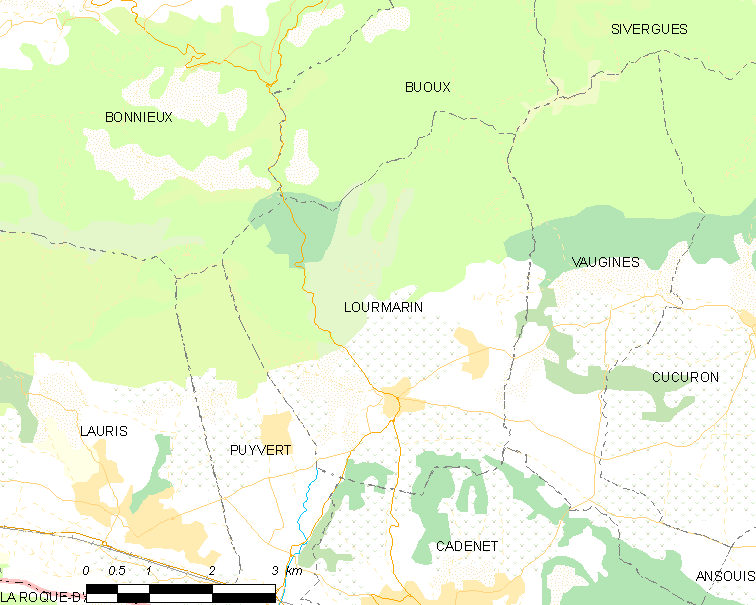
卢尔马兰的OSM定位图

## 行政
卢尔马兰的邮政编码为84160，INSEE市镇编码为84068。

## 政治
卢尔马兰所属的省级选区为舍瓦勒布朗县。

## 文化

### 景点
卢尔马兰被列为法国最美丽的村庄之一，坐落在葡萄园、橄榄园和杏树中间。这个村庄风景如画，吸引着游客。著名的景点就是村庄本身，美丽的文艺复兴城堡，天主教和新教教堂，中世纪的大型农舍。在城堡和村庄之间矗立着一座为新教徒建造的教堂。从村庄到迪郎斯河有20分钟车程，然后大约40分钟到达普罗旺斯地区艾克斯。
- 卢尔马兰基督教堂（Temple protestant de Lourmarin）
- 卢尔马兰城堡（Château de Lourmarin）

## 人口

1962-2008年间卢尔马兰人口变化图示

卢尔马兰于2022年1月1日时的人口数量为1031人。

## 人物
卢尔马兰是亚麻纺纱厂工程师和发明家菲利普·德吉拉德（1775–1845年）的出生地，波兰城镇日拉尔杜夫因其得名。
作家亨利·博斯科（1888–1976年）和阿尔贝·加缪 （1913–1960年）都曾住在这里，死后埋葬在当地的墓地。
另一位著名作家，英国侨民彼得·梅尔住在卢尔马兰，直到2018年去世。他的《山居歲月》一书，描写一位住在梅内尔布村的英国侨民，已改编为电视剧和电影。他的另一本书也被拍成电影《美好的一年》（2006年），由雷利·史考特执导，罗素·克劳主演，拍摄于同一地区的附近地点。因此，近几十年来， 吕贝龙及其城镇和村庄，如卢尔马兰和梅内尔布，可能是普罗旺斯甚至法国都鲜为人知的地区，在英语世界中更加出名。

## 姐妹城市
- 波蘭 日拉尔杜夫

## 图集

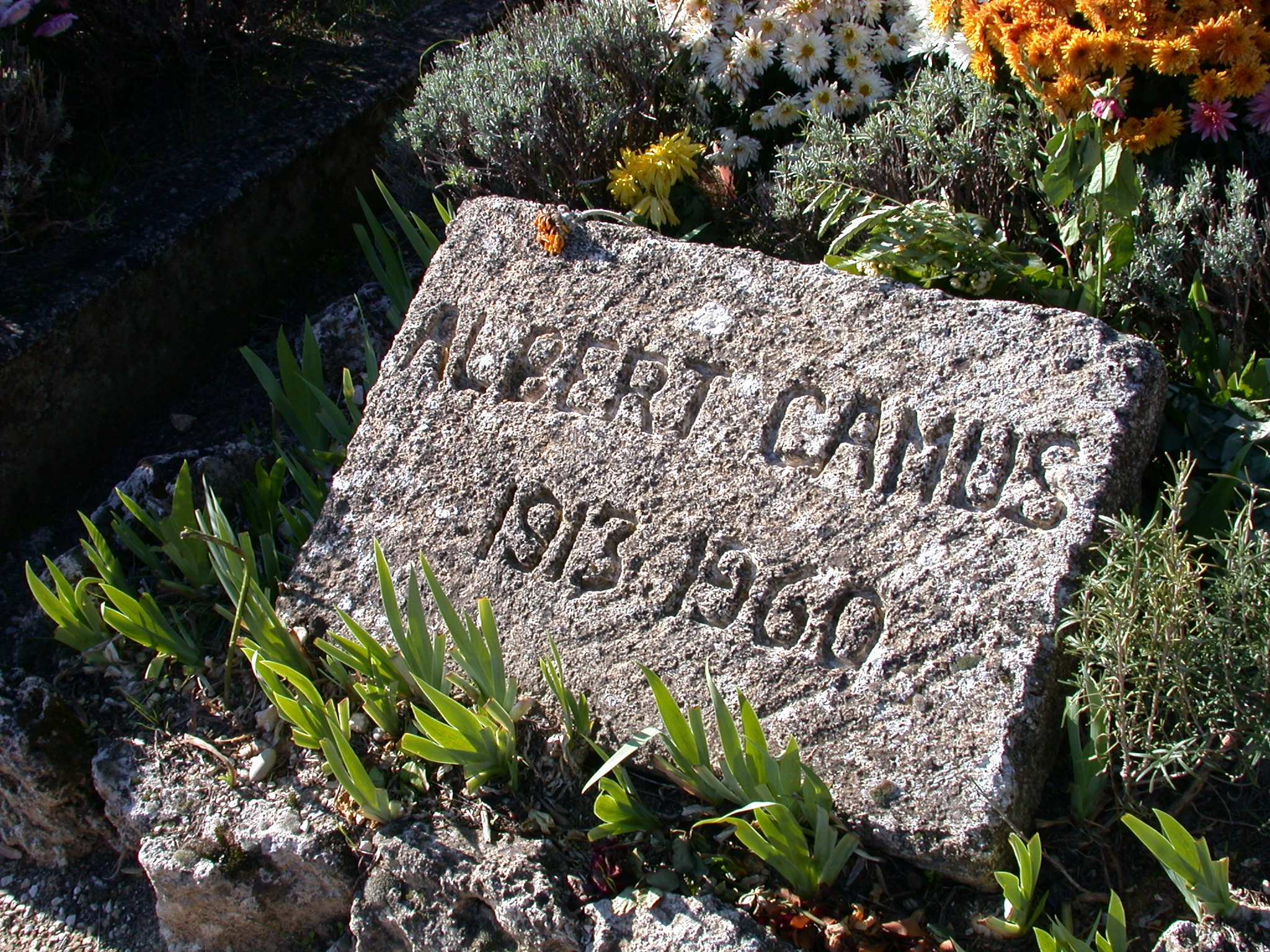
阿尔贝·加缪在卢尔马兰的墓碑
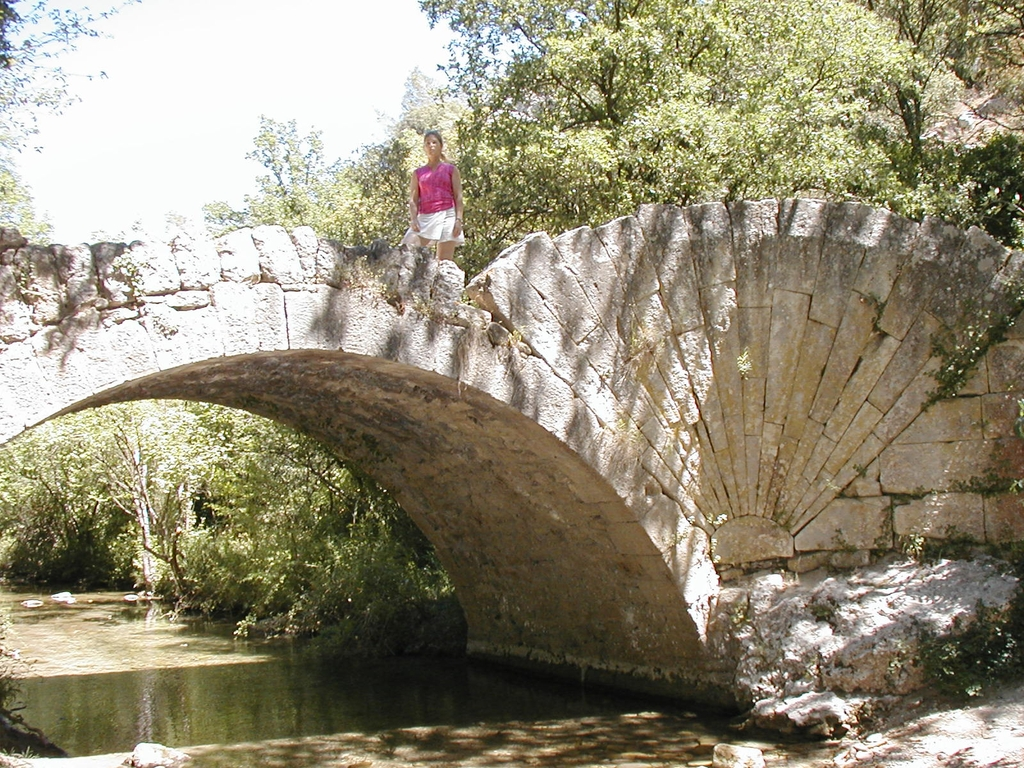
该桥位于博尼约境内
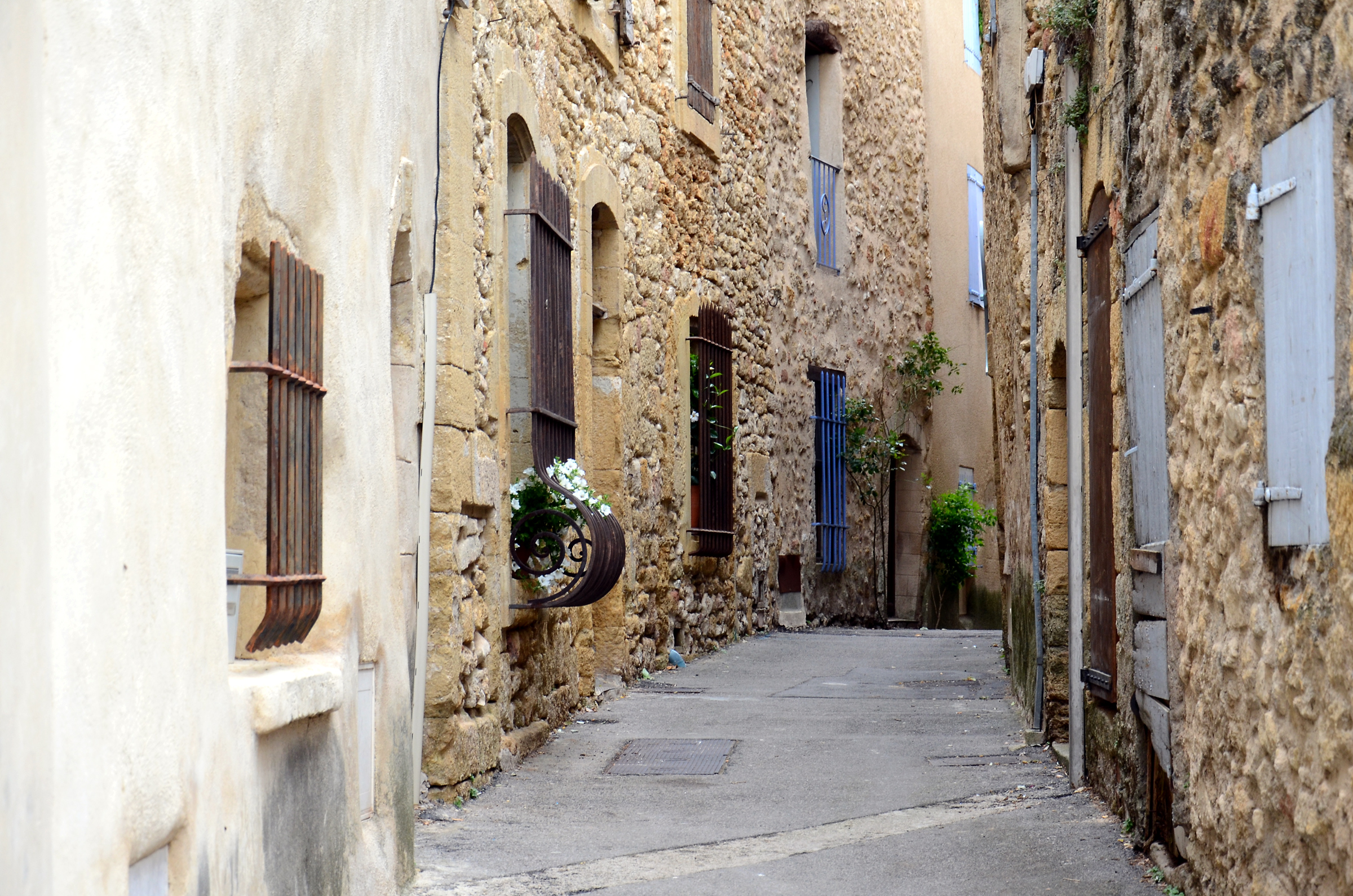
卢尔马兰
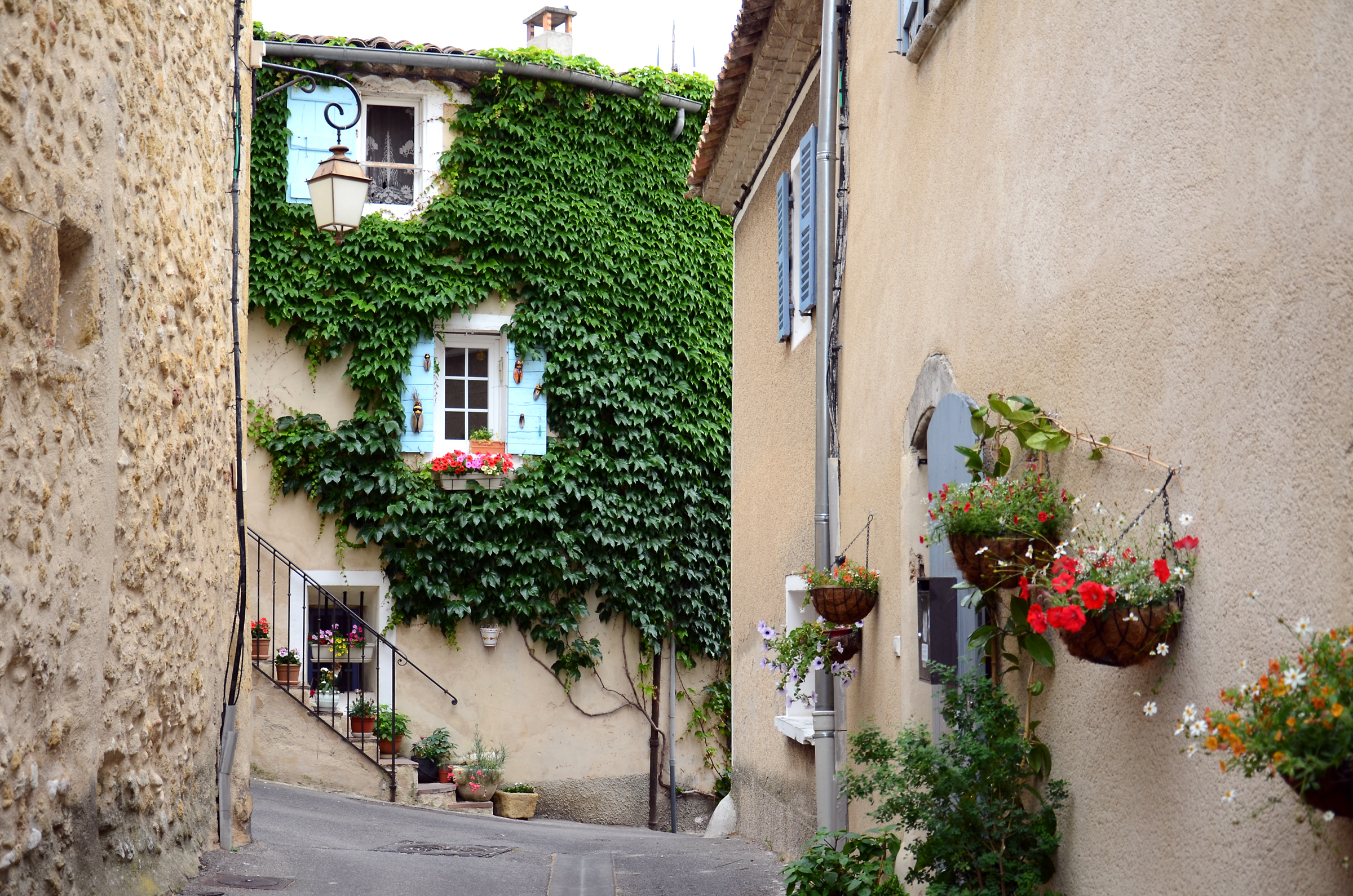
卢尔马兰